# Aralia castanopsiscola
Aralia castanopsiscola är en araliaväxtart som först beskrevs av Bunzo Hayata, och fick sitt nu gällande namn av Jun Wen. Aralia castanopsiscola ingår i släktet Aralia och familjen Araliaceae. Inga underarter finns listade.